# INNergie
Die INNergie GmbH betreibt in mehreren Inntalgemeinden Erdgas-, Wärme- und Stromnetze und übernimmt auch den jeweiligen Vertrieb dafür. Insgesamt verfügt die GmbH über ein Gasleitungsnetz von insgesamt 162 km. In der Gemeinde Stephanskirchen hat die Gesellschaft zum 1. Januar 2019 das Stromnetz von der Bayernwerk AG übernommen. Die Gesellschafter der INNergie GmbH sind die Stadtwerke Rosenheim und die Energie Südbayern sowie weitere Gemeinden im Landkreis Rosenheim. Zum 31. Dezember 2022 hatte das Unternehmen 8 Gesellschafter.

## Versorgungssparten
Die INNergie GmbH verfügt derzeit über vier Sparten. Die Sparten gliedern sich in Erdgas, Strom, Wärme und E-Mobilität.

### Erdgas
Der Gesamterdgasabsatz im Jahr 2021 lag bei 108,28 GWh. Der Kundenbestand betrug im Jahre 2021 insgesamt 2104 Kunden.

### Strom
Derzeit hat die INNergie (Stand 31. Dezember 2021) 464 Kunden. Die Abrechnung und Verwaltung der Kunden übernehmen die Stadtwerke Rosenheim.

### Wärme
In Raubling wird seit 2014 Fernwärme über ein eigenes Netz angeboten. In Kolbermoor wird das städtische Rathaus mit Wärme versorgt. Am Glasberg in Kolbermoor wurde 2016 ein BHKW (Blockheizkraftwerk) in Betrieb genommen, das die umliegenden Gebäude mit Fernwärme versorgt. Im Jahr 2017 wurde mit der Erschließung des ehemaligen Geländes der Baumwollspinnerei Kolbermoor sowie der Mangfallstraße in Kolbermoor begonnen. In Schechen wurde 2018 ein BKHW in Betrieb genommen. Insgesamt hat die INNergie derzeit 72 Kunden in der Fernwärme.

### E-Mobilität
Die INNergie betreibt zahlreiche Ladestationen für Elektroautos, ebenso gibt es auch ein Angebot für Carsharing.